# Franciszek Bujak (narciarz)

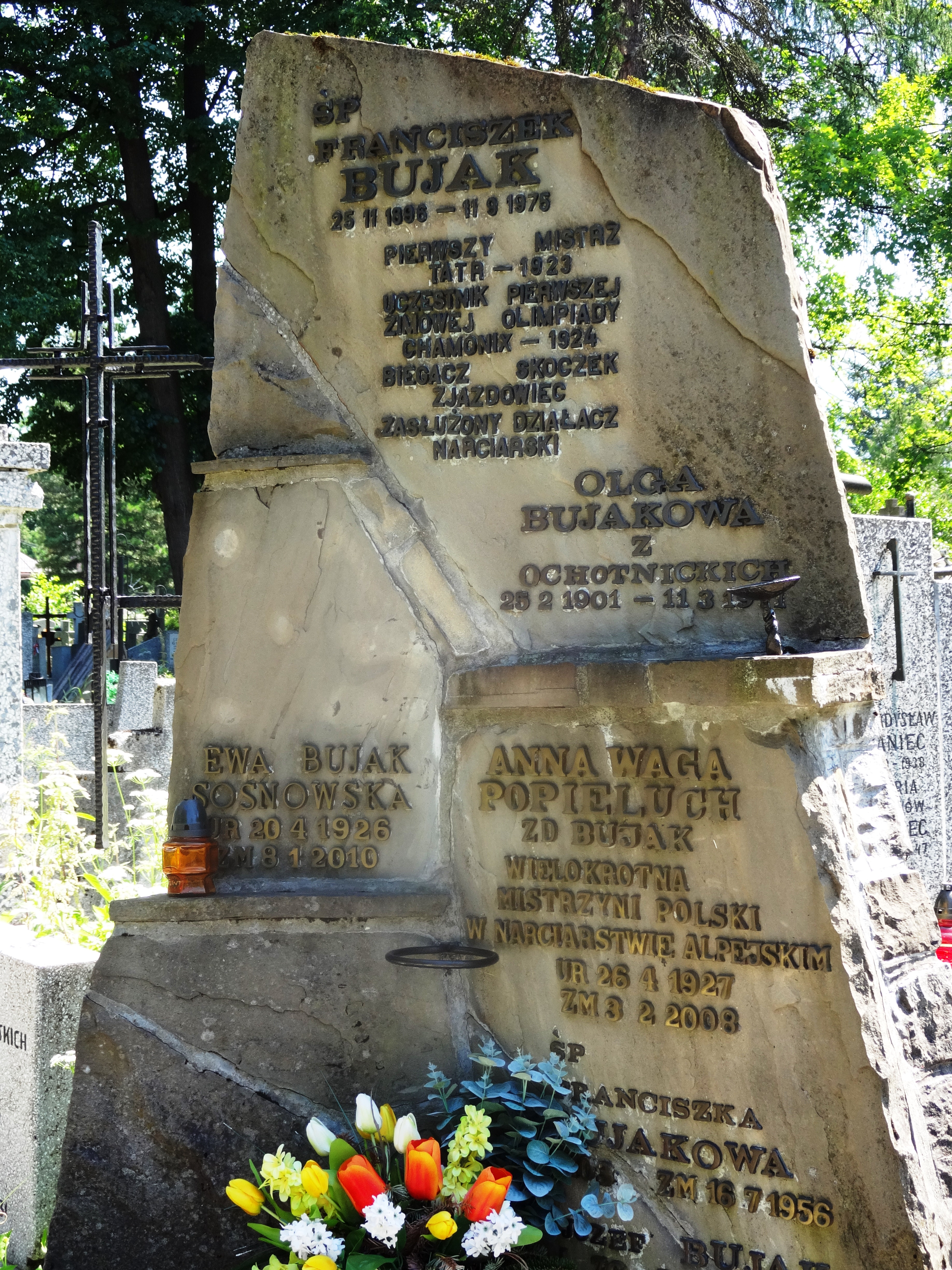
Pomnik nagrobny Franciszka Bujaka na Nowym Cmentarzu w Zakopanem

Franciszek Bujak (ur. 25 listopada 1896 w Zakopanem, zm. 11 września 1975 tamże) – polski narciarz, olimpijczyk, działacz, producent nart i smarów. 

## Życiorys
Syn Józefa i Franciszki Karpal. Brat Józefa Bujaka. Uczęszczał do Szkoły Przemysłu Drzewnego w Zakopanem, którą ukończył w 1914 roku. Razem z braćmi wybudował na Jaszczurówce skocznię. Wkrótce potem wygrał zawody szkolne. Narty wykradał ojcu. W 1908 zapisał się do Klubu Łyżwistów. Dwa lata później zdobył swoje pierwsze laury. Od 1913 startował w barwach SN TT Zakopane, którego to klubu, w latach 1935–1938, był wiceprezesem.
W latach 1914–1915 należał do Legionów Polskich. Od 1916 do 1917 służył w C. K. Armii, gdzie uczył żołnierzy jazdy na nartach. Od 1918 był sierżantem w Wojsku Polskim w Kompanii Wysokogórskiej kapitana Władysława Ziętkiewicza. Służbę wojskową zakończył w 1920. W tym samym roku zdobył srebrny medal I Mistrzostw Polski w skokach w Zakopanem. W następnym roku stanął na najniższym stopniu podium. W 1920 wygrał też kombinację norweską i bieg na 18 km. Rok później obronił tytuł mistrza w kombinacji i został wicemistrzem w biegu (podobnie jak w 1924). W 1923 został międzynarodowym mistrzem Tatr.
W 1924 wziął udział w I Olimpiadzie Zimowej we francuskim Chamonix, gdzie zajął 27. miejsce w biegu na 18 km. Nie został jednak sklasyfikowany w kombinacji, ponieważ nie stanął do konkursu skoków wskutek upadku na treningu. Reprezentanci Polski we Francji po raz pierwszy zetknęli się z oddzielnymi nartami do skoków i biegów i ze specjalnymi smarami oraz wiązaniami. Wystąpił też w Mistrzostwach Polski 1924 w Krynicy, gdzie był siódmy. W 1926 zajął szóste miejsce.
Bujak często startował w narciarskich zawodach w kraju i za granicami, m.in. w 1926 zajął trzecie miejsce w czechosłowackim Novém Měste i szóste w VII Międzynarodowych Mistrzostwach Polski na Hali Gąsienicowej. W 1927 zdobył złoty medal MP w biegu na 50 km.
Po zakończeniu kariery sportowej został działaczem w SN PTT i producentem nart i smarów, które zostały także użyte podczas polskiej wyprawy na Spitsbergen. Prowadził też sklep ze sprzętem sportowym i taterniczym. W latach 1948–1949 był kapitanem sportowym Polskiego Związku Narciarskiego. Sędziował też zawody międzynarodowe i sam startował w rywalizacji sędziów i działaczy (zwyciężał przez 12 lat z rzędu). Nadal produkował narty. Pracował w komitetach organizacyjnych MŚ 1939 i MŚ 1962. Miał dwoje dzieci: Ewę i Annę. Zmarł w 1975 roku w Zakopanem, pochowany został na Nowym Cmentarzu (kw. M1-B-13).

## Osiągnięcia

### Igrzyska olimpijskie
| 1924 Chamonix | – | nie klasyfikowany (w kombinacji norweskiej), 27. miejsce (w biegu na 18 km) |

#### Starty F. Bujaka w biegach naigrzyskach olimpijskich– szczegółowo
| Miejsce | Dzień    | Rok  | Miejscowość | Dyscyplina    | Czas      | Strata  | Zwycięzca     |
| ------- | -------- | ---- | ----------- | ------------- | --------- | ------- | ------------- |
| 27.     | 2 lutego | 1924 | Chamonix    | bieg na 18 km | 1:42:13,0 | 29:42,0 | Thorleif Haug |

#### Mistrzostwa świata w narciarstwie klasycznym

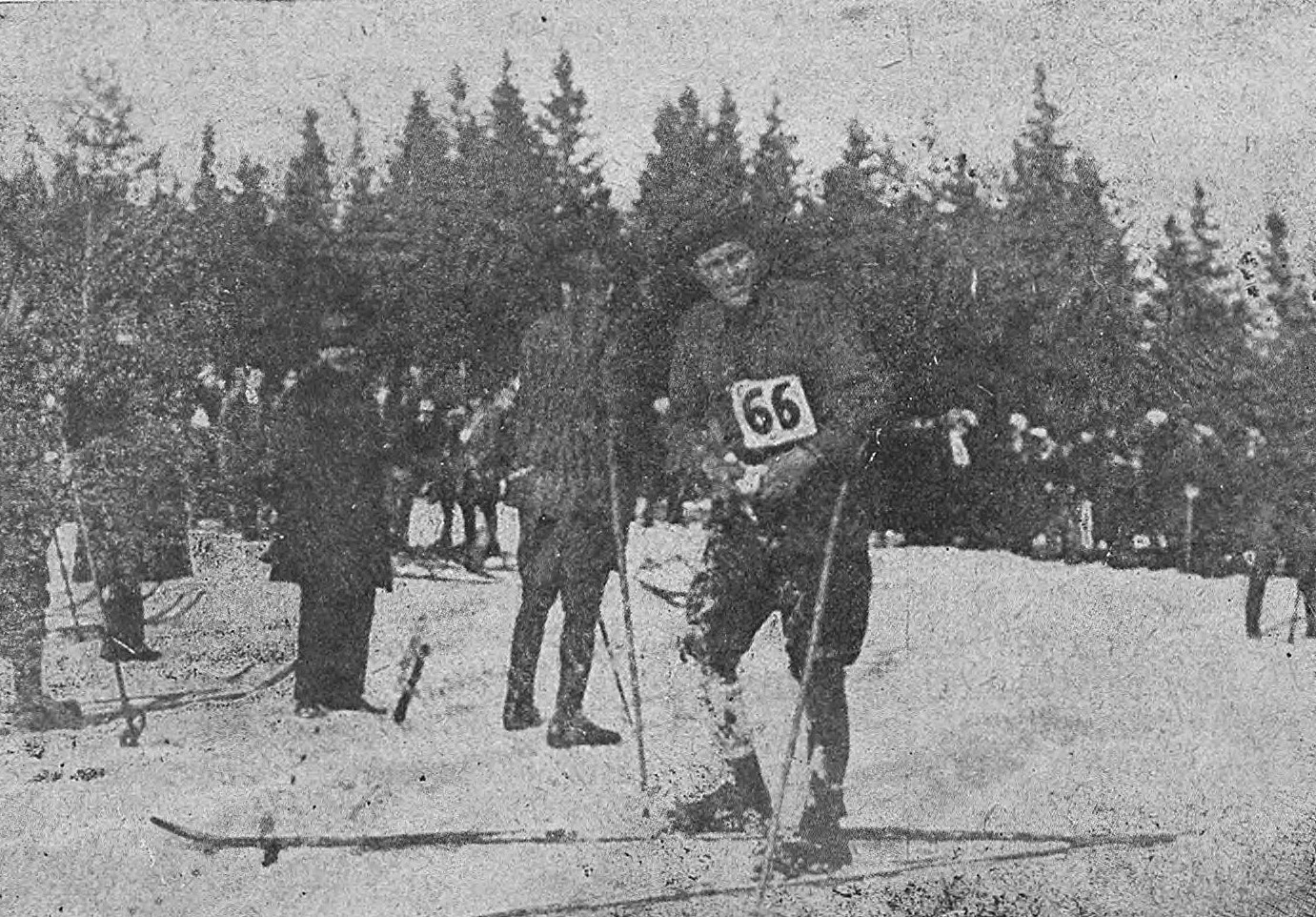
Franciszek Bujak podczas MP 1922

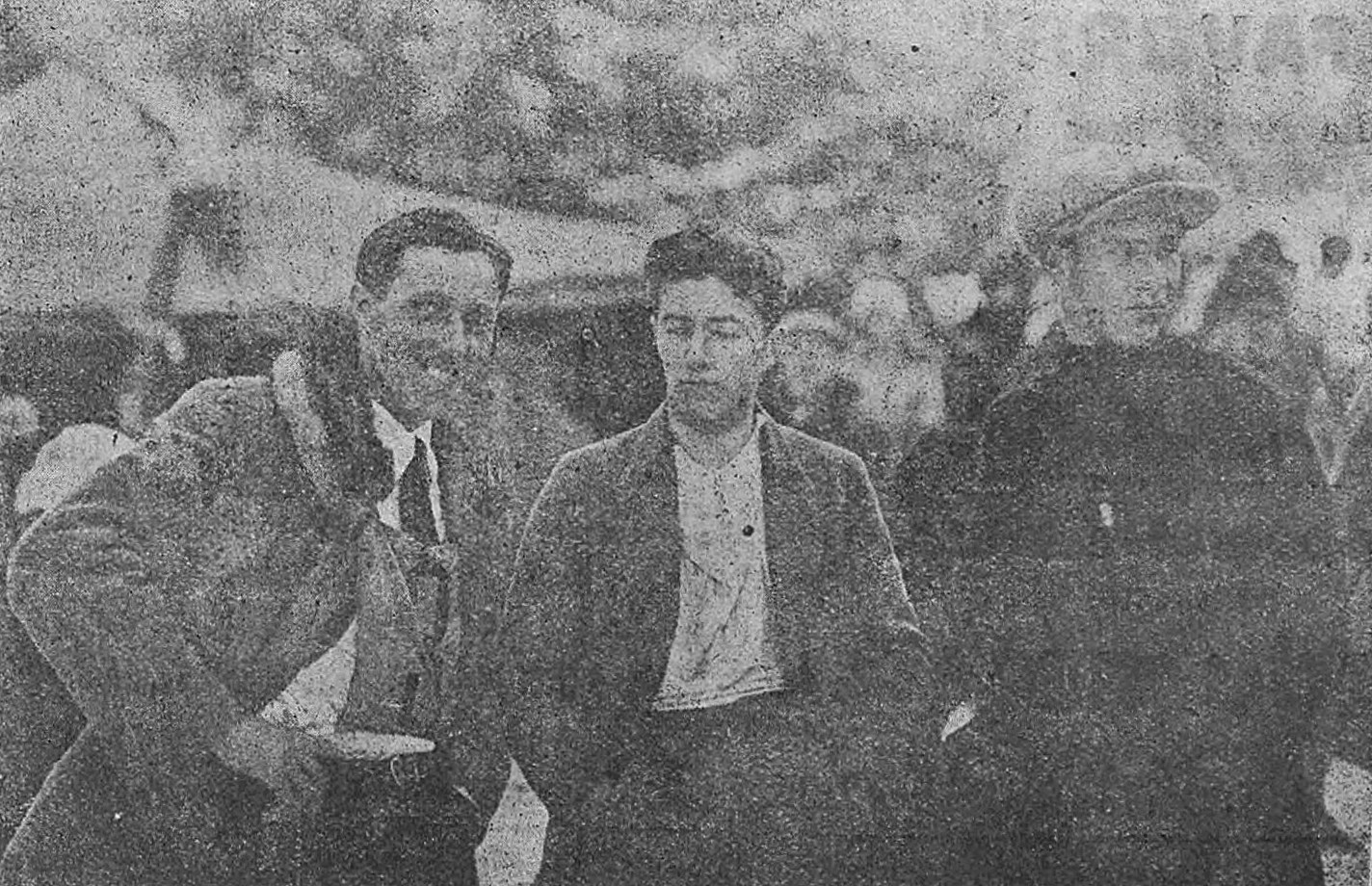
Franciszek Bujak, Aleksander Rozmus, Mikenbrun (1923)

| 1925 Jańskie Łaźnie    | – | 38. miejsce (w biegu na 18 km)                                 |
| 1927 Cortina d’Ampezzo | – | 14. miejsce (w biegu na 50 km), 26. miejsce (w biegu na 18 km) |

## Sukcesy krajowe
- mistrz Polski w kombinacji norweskiej – 1920, 1921
- mistrz Polski w biegu na 18 km – 1920
- mistrz Polski w biegu na 50 km – 1927
- wicemistrz Polski w biegu na 18 km – 1921, 1924

### Mistrzostwa Polski w skokach
| Miejsce | Dzień     | Rok  | Miejscowość | Skocznia             | Skok 1 | Skok 2 | Nota       | Strata    | Zwycięzca             |
| ------- | --------- | ---- | ----------- | -------------------- | ------ | ------ | ---------- | --------- | --------------------- |
| 2.      | 22 lutego | 1920 | Zakopane    | na Antołówce         | ?      | ?      | 2,55 pkt   | 0,2 pkt   | Leszek Pawłowski      |
| 3.      | 28 marca  | 1921 | Zakopane    | w dolinie Jaworzynce | ?      | ?      | ?          | ?         | Aleksander Rozmus     |
| 7.      | 17 lutego | 1924 | Krynica     | na Górze Krzyżowej   | ?      | ?      | 11,950 pkt | 6,285 pkt | Henryk Mückenbrunn    |
| 6.      | 6 marca   | 1926 | Zakopane    | w dolinie Jaworzynce | ?      | ?      | 10,854 pkt | 5,312 pkt | Andrzej Krzeptowski I |

## Ordery i odznaczenia
- Srebrny Krzyż Zasługi (19 marca 1931)[13]